# Rotterdamse Hoek
Rotterdamse Hoek is een lichtopstand op de plaats waar de Noordermeerdijk en de Westermeerdijk van de Noordoostpolder samenkomen. De naam is bedacht door de polderwerkers en verwijst naar het bombardement op Rotterdam. Het puin van dit bombardement werd gebruikt als versteviging van de dijk toen de Noordoostpolder in aanleg was.
Aanvankelijk stond hier een simpele constructie als lichtbaken voor het scheepvaartverkeer op de vaarroute tussen het Ketelmeer en Lemmer. Het huidige vierkante stenen torentje is vermoedelijk gebouwd in 1968. De lichtwachter van de vuurtoren van Urk was verantwoordelijk voor het onderhoud aan het licht en de nautofoon. Het licht werd in 2001 gedoofd en daarna werden de lichtinstallatie en de nautofoon verwijderd.

In 2019 is het volgende gedicht van Niels Blomberg, waterdichter van het waterschap Zuiderzeeland, aangebracht op het torentje:
"de lentelucht werd vuur
het middaguur werd nacht
het stadspuin temt de zee
dag oude stad rust zacht"
Ook werd er toen een informatiezuil geplaatst en is er een picknickplaats ingericht. Vanaf hier is er een mooi uitzicht op het windpark Noordoostpolder. In de polder aan de voet van het torentje ligt een natuurgebied met een oerboskarakter.